# Stanislav Boreiko
Stanislav Boreiko –en ruso, Станислав Борейко– (7 de abril de 1965) es un deportista soviético que compitió en piragüismo en la modalidad de aguas tranquilas. Ganó dos medallas en el Campeonato Mundial de Piragüismo: plata en 1989 y bronce en 1986, ambas en la prueba de K1 10 000 m.

## Palmarés internacional
| Campeonato Mundial | Campeonato Mundial | Campeonato Mundial | Campeonato Mundial |
| Año                | Lugar              | Medalla            | Evento             |
| ------------------ | ------------------ | ------------------ | ------------------ |
| 1986               | Montreal (Canadá)  | Medalla de bronce  | K1 10 000 m        |
| 1989               | Plovdiv (Bulgaria) | Medalla de plata   | K1 10 000 m        |